# 林姫奈妙
林 姫奈妙（はやし ひなた、2007年4月4日 - ）は、日本の女性タレントで、Ranzuki専属モデル。長野県出身。トイボックスエージェント所属。母親はプロダーツ選手の林倫代。

## 略歴
- 小学4年生頃からTiktokを始める。
- 2020年9月、Popteenレギュラーモデル[4]となる。あだ名は「ひなちゃる」で、ファンネームは「へんざーず」。就任3か月後の12月にTwitterにて行われたPopteenの「GAL生き残り企画[5]」が林の番で達成できず、以降掲載が途絶えている。
- Girls Planet 999に出演していた桑原彩菜（ぐわちょ）はPopteen時代の友人で、Instagramのストーリーにて何度も投票を呼び掛けていた。
- 2021年頃までrythmediaに所属、2022年以降はトイボックスエージェントに所属している。
- 2022年　JCミスコンに出場し、セミファイナリストとなる。
- 2023年1月　ミスモデルプレスオーディションに出場。決勝にて敗退。
- 2023年４月　Abema『今日、好きになりました。フーコック島編[6]』出演。
- 2023年4月　Ranzuki専属モデルとなる。